# Avia B-35
De Avia B-35 (ook wel bekend als B.35 en bij het Reichsluftfahrtministerium – het Duitse luchtvaartministerie als Av-35) is een Tsjechoslowaaks laagdekker-jachtvliegtuig gebouwd door Avia. De B-35 is ontworpen door František Novotný en vloog voor het eerst op 28 september 1938. Er zijn in totaal drie prototypes gebouwd, maar geen verdere serieproductie.

## Ontwikkeling
Het eerste prototype, de B-35.1, liet uitstekende vliegeigenschappen en een hoge maximumsnelheid zien en werd aangedreven door een Hispano-Suiza 12Ydrs-zuigermotor. De motor werd vervangen door een 12Ycrs, om een automatisch kanon tussen de cilinderbanken te kunnen plaatsen en geen vermogen te verliezen. Het testen gingen door tot 22 november 1938, toen het vliegtuig in een ongeluk vernietigd werd en de testpiloot, Arnošt Kalavec, daarbij om het leven kwam. Een tweede prototype, de B-35.2, was op dat moment al bijna klaar en werd uitgerust met herontworpen rolroeren en welvingskleppen. Deze vloog voor het eerst op 30 december 1938 en het testen begon in februari 1939. Een eerste order van tien B-35 werd geplaatst, maar voor deze geleverd zouden worden was Tsjechoslowakije al door Duitsland bezet in maart dat jaar.
Onder de Duitse bezetting ging de ontwikkeling door, met de gedeeltelijk herziene B-35.3 als resultaat vliegend in augustus 1939. De elliptisch gevormde vleugeluiteinden werden vervangen door rechthoekige en een naar buitenkantelend intrekbaar landingsgestel werd onder de B-35 geplaatst. Dit prototype was verwonderlijk genoeg het eerste van de drie prototypes dat zijn bedoelde bewapening droeg. Nu, met Duitse roundels en de registratie D-IPBB, werd het tentoongesteld op de Salon de l’Aéronautique in Brussel, waar het genoeg reacties kreeg als basis voor de verdere ontwikkeling van de B-35, de B-135.

## Versies
- B-35.1: Eerste prototype
- B-35.2: Tweede prototype
- B-35.3: Derde prototype

## Specificaties (B-35.1)
- Bemanning: 1, de piloot
- Lengte: 8,5 m
- Spanwijdte: 10,85 m
- Hoogte: 2,60 m
- Vleugeloppervlak: 17,00 m2
- Leeggewicht: 1 690 kg
- Volgewicht: 2 200 kg
- Motor: 1× door Avia in licentie gebouwde Hispano-Suiza 12Yrcs V-12, 640 kW (860 pk)
- Maximumsnelheid: 495 km/h
- Vliegbereik: 500 km
- Klimsnelheid: 13,0 m/s